# Raimund Geene
Raimund Geene (* 1963) ist ein deutscher Gesundheitswissenschaftler, seit 2018 Professor für Gesundheitsförderung und Prävention an der Alice Salomon Hochschule Berlin sowie Sprecher des Direktoriums der Berlin School of Public Health. Er initiierte mit Mitstudenten die Kongressreihe Armut und Gesundheit und die Berliner Umsetzung des Gesunde Städte-Programms der Weltgesundheitsorganisation (WHO).

## Leben

### Studium und Promotion
Geene gehörte zu den ersten Studenten des Modellstudiengangs Public Health, der im gleichnamigen Programm an der Technischen Universität Berlin eingeführt wurde. Er gründete 1993 die Arbeitsgemeinschaft Gesundheit Berlin e.V. (heute Gesundheit Berlin-Brandenburg) mit, die sich als Interessensvertretung für Gesundheitsförderung in Berlin auf mehreren Ebenen einsetzt. 1995 initiierte er mit Mitstudenten die Kongressreihe Armut und Gesundheit und die Berliner Umsetzung des Gesunde Städte-Programms der WHO. Seine Masterarbeit schrieb er 1996 zur Frage „Braucht Berlin eine Landesgesundheitskonferenz?“. Geene promovierte im Jahr 2000 zum Thema AIDS-Politik.

### Arbeit
Von 1998 bis 2005 war er Geschäftsführer von Gesundheit Berlin e.V. (später Gesundheit Berlin-Brandenburg). 2005 wechselte Geene auf die Professur für Kindergesundheit an die Hochschule Magdeburg-Stendal. Seit 2018 ist er als Professor für Gesundheitsförderung und Prävention mit dem Schwerpunkt auf kommunale Ansätze an der Alice Salomon Hochschule Berlin tätig. Außerdem ist er seit 2020 Sprecher des Direktoriums der Berlin School of Public Health.

### Privates
Geene ist mit seinem 2020 verstorbenen Mann Christoph-Georg Götz-Geene Pflegevater von neun Kindern.

### Arbeitsschwerpunkte
Geene spezialisiert sich auf Kindergesundheit, Selbsthilfe, Patienteninformation und Patientenberatung. Auch die Gesundheitsförderung und Prävention mit dem Augenmerk auf sozialbezogene Gesundheitsförderung sind seine Schwerpunkte. Weitere Kernpunkte sind AIDS-Prävention, Frühe Hilfen wie gesundes Aufwachsen und kommunale Netzwerke.
Zu den Themen hat Geene mehrere Forschungsprojekte geleitet und mitgeleitet wie das Projekt MÜKE (Modellprojekte zur Einbeziehung von Familien als Zielgruppe in Maßnahmen der Prävention von Übergewicht bei Kindern und Jugendlichen – Evaluation).

## Engagement
Neben seiner beruflichen Tätigkeit in der Lehre und Forschung ist und war Geene in mehreren Gremien der Gesundheitspolitik und der Selbstverwaltung tätig, darunter seit 2003 bei der Bundeszentrale für gesundheitliche Aufklärung.

## Publikationen
Seit 1997 publiziert Geene eine Reihe an Artikeln und Wissenschaftlichen Arbeiten zu seinen Arbeitsschwerpunkten. Dabei liegt sein Fokus auf der Verhältnisprävention innerhalb der Gesundheitsförderung.

### Bücher als (Ko-)Autor
- Ein neues Krankheitsbild zwischen Medizin, Politik und Gesundheitsförderung. Mabuse-Verlag, Frankfurt am Main 2000, ISBN 3-933050-66-9.
- Armut macht krank I. b_books, Berlin 2001, ISBN 3-933557-28-3.
- Armut macht krank II. b_books, Berlin 2001, ISBN 3-933557-29-1.
- Armut macht krank III SGB V § 20 – Gesundheitsförderung zum Abbau sozial ungleicher Gesundheitschancen. b_books, Berlin 2001, ISBN 3-933557-30-5.
- Mit Michael Reese: Handbuch Präventionsgesetz: Neuregelung der Gesundheitsförderung. Mabuse-Verlag, Frankfurt am Main 2017, ISBN 978-3-86321-314-5.

### Bücher als (Mit-)Herausgeber
- Mit Christian Denzin: Berlin – gesunde Stadt? Die Diskussion um das Healthy-City-Programm: Neuorientierung für die Berliner Gesundheitspolitik. Schmengler, Berlin 1997, ISBN 3-9801643-6-5.
- Mit Eva Luber: Gesundheitsziele: Planung in der Gesundheitspolitik. Mabuse-Verlag, Frankfurt am Main 2000, ISBN 3-933050-43-X.
- Mit Eva Luber: Qualitätssicherung und Evidenzbasierung in der Gesundheitsförderung: wer weiß, was gut ist: Wissenschaft, Wirtschaft, Politik, BürgerInnen? Mabuse-Verlag, Frankfurt am Main 2004, ISBN 3-935964-44-7.
- Mit Carola Gold: Kinderarmut und Kindergesundheit. Huber, Bern 2009, ISBN 978-3-456-84635-4.
- Kinder stark machen: Ressourcen, Resilienz, Respekt. Ein multidisziplinäres Arbeitsbuch zur Kindergesundheit. Gesunde Entwicklung, Bad Gandersheim 2013, ISBN 978-3-9813922-1-0.
- Mit Jörg Fischer: Netzwerk in frühen Hilfen und Gesundheitsförderung: Neue Perspektiven kommunaler Modernisierung. Beltz Juventa, Weinheim/Basel 2017, ISBN 978-3-7799-3497-4.
- Mit Regina Brunnett, Anja Dieterich, Thomas Gerlinger, Daphne Hahn, Markus Herrmann, Susanne Kümpers, Uwe Lenhardt, Kathrin Ottovay und Klaus Stegmüller: Jahrbuch für Kritische Medizin und Gesundheitswissenschaften 52: Die Kommune als Ort der Gesundheitsproduktion. Argument Verlag, Hamburg 2018, ISBN 978-3-86754-652-2.
- mit Katharina Böhm, Stefan Bräunling und Heike Köckler: Gesundheit als gesamtgesellschaftliche Aufgabe: Das Konzept Health in All Policies und seine Umsetzung in Deutschland. Springer VS, Wiesbaden 2020, ISBN 978-3-658-30503-1.